# Ljubljana
Ljubljana (pronunciat [ʎub'ʎʌna]) (en alemany Laibach, en italià Lubiana) és la capital i la ciutat més gran de l'estat d'Eslovènia. Està situada al centre del país i entre els rius Ljubljanica i Sava, i té una població d'uns 285.000 habitants (2019).
L'origen del nom és desconegut encara, usualment es diu que té el seu origen en la paraula eslovena ljubljena (estimada), però aquesta teoria no ha pogut ser corroborada; la segona hipòtesi diu que el nom pot haver evolucionat de la paraula llatina aluviana (riu desbordat). Alguns creuen també que l'origen del nom actual és Laburus, una antiga deïtat eslava i presumpta patrona de l'assentament original.
Ljubljana és un important nus de comunicacions entre Europa Occidental i Europa de l'Est per una banda i entre els països del Centre d'Europa i els Balcans per l'altra.
Nascuda com a campament militar romà de la Legio XV Apollinaris a mitjan segle i aC, el seu caràcter de ciutat es va consolidar amb la fundació de la Colònia Iulia Emona anys més tard. Després de successives destruccions, al segle VI es van instal·lar els avantpassats dels eslovens, i al segle xi van caure sota el domini dels francs. Des de 1278, després de la seva conquesta per part de Rodolf I d'Habsburg, la ciutat va passar a les mans dels Habsburg, situació que va perdurar fins a l'any 1797.
Durant el període napoleònic, Ljubljana va ser la capital de les Províncies Il·líriques i entre 1816 i 1849 va ser la capital del Regne d'Il·líria. El 1918, després de la Primera Guerra Mundial, s'incorpora al Regne dels Serbis, Croats i Eslovens, i després de la Segona Guerra Mundial es va convertir en la capital de la República Socialista d'Eslovènia, formant part de Iugoslàvia. El 1991, i després d'un conflicte bèl·lic, Eslovènia es va independitzar de Iugoslàvia, i Ljubljana esdevingué la capital del país.
El seu patrimoni històric i monumental, així com diverses celebracions culturals que tenen lloc al llarg de l'any, entre les quals destaca el Festival Internacional d'Estiu, la converteixen en una ciutat receptora de turisme tant nacional com internacional. Entre els seus monuments més representatius es troben la Catedral, el Castell, l'Església Franciscana de l'Anunciació i el Pont dels Dracs, així com el conjunt d'edificis modernistes. L'arquitecte Joži Plečnik va signar molts dels més destacats edificis de la ciutat.
Ljubljana disposa d'una xarxa desenvolupada de carreteres i ferrocarril, a més de comptar amb un aeroport amb vols internacionals i immers en obres d'ampliació destinades a millorar la seva capacitat operativa, actualment desbordada.
La Universitat de Ljubljana, fundada el 1919, té la seu a la ciutat, i en el curs 2006-07 comptava amb més de 63.000 alumnes. La seva biblioteca sumava el 2004 1.169.090 llibres. Compta a més amb diferents instituts culturals internacionals, com l'Institut Cervantes (Espanya), el British Council (Regne Unit) o el Goethe-Institut (Alemanya).
Com a capital de l'Estat, Ljubljana alberga les seus del govern (Assemblea Nacional i Consell Nacional), ministeris, institucions i organismes associats, així com de la residència oficial del president d'Eslovènia. La ciutat és membre de l'UCLG, UCUE, Eurocities, URBACT, Civitas Forum, European Cities Marqueting i Global Cities Dialogue. En el pla econòmic, la ciutat manté una destacada posició a nivell nacional, és seu del principal mercat de valors del país, del banc d'Eslovènia i de nombroses empreses nacionals.

## Símbols
El drac és el símbol de Ljubljana. Segons la cèlebre llegenda grega, l'heroi Jàson i els argonautes, després d'haver trobat el famós vellocino d'or a Còlquida, s'haurien dirigit al nord remuntant el riu Danubi abans de tornar cap al mar Egeu. Es creu que pujant el Danubi s'haurien dirigit cap a un dels seus afluents, el riu Sava, i després fins a la font del riu Ljubljanica. En aquest punt van desembarcar per transportar el vaixell fins al mar Adriàtic, situat a l'oest, per tornar a casa. Entre les ciutats actuals de Vrhnika i de Ljubljana, els argonautes van trobar un gran llac envoltat d'un aiguamoll. És allí on Jàson va vèncer a un monstre, el drac de Ljubljana, que avui està present en l'escut i la bandera de la ciutat. El drac és també el símbol de la propera ciutat austríaca de Klagenfurt, que va ser durant segles el gran centre espiritual d'Eslovènia.

## Història

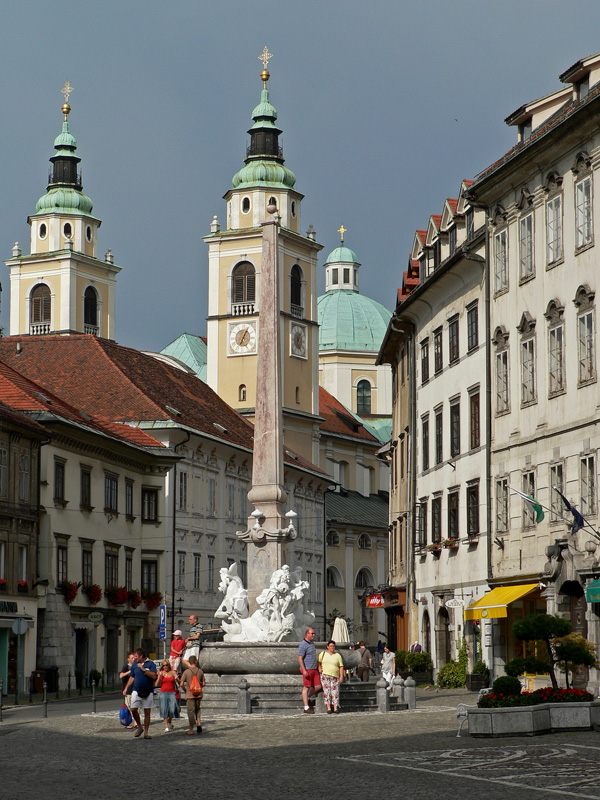
Vista de la Plaça del Municipi (Mestni Trg); amb la Font dels 3 Rius i les torres de la Catedral.

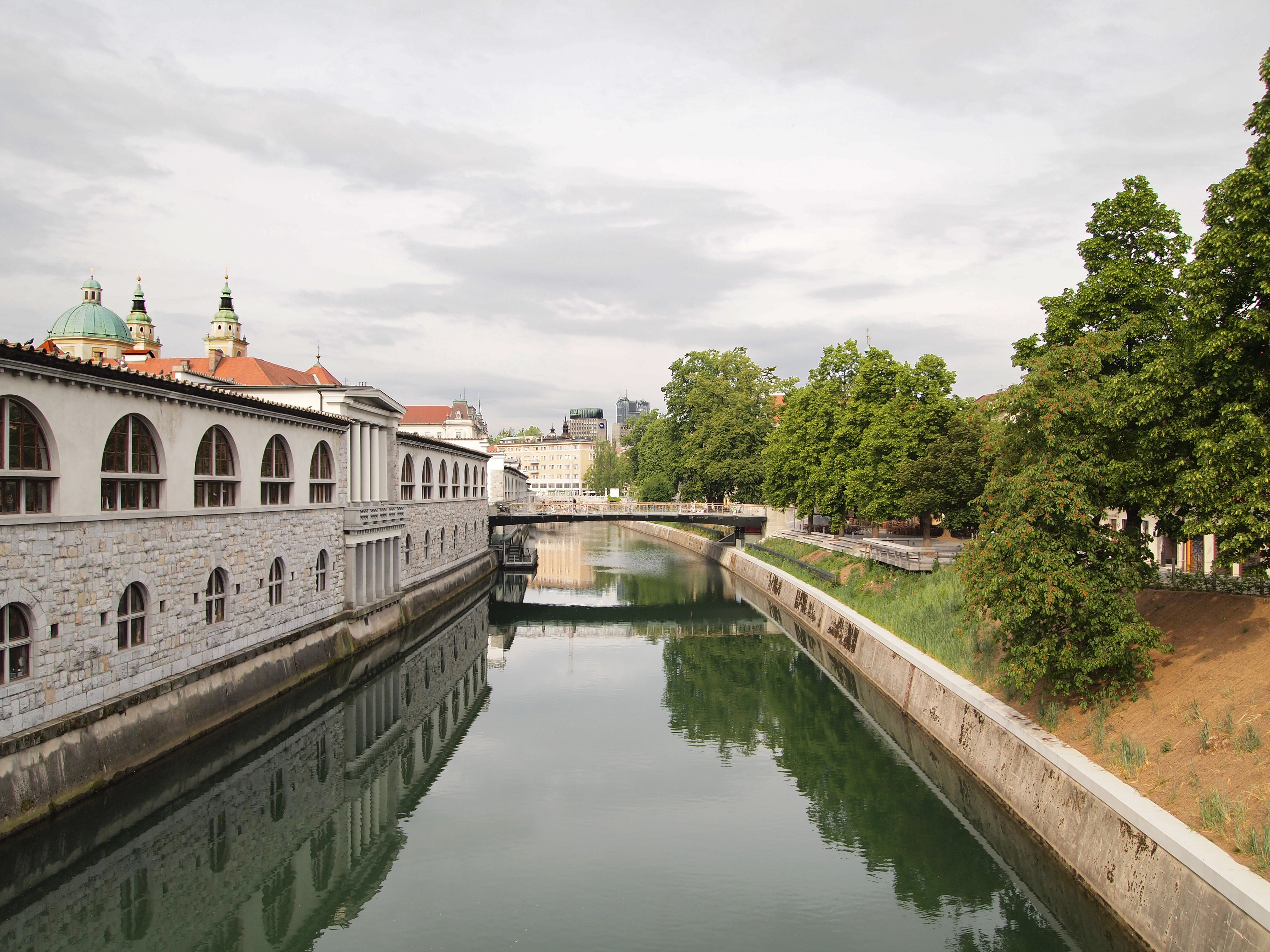
El riu Ljubljanica creua la capital.

Malgrat que l'assentament romà d'Emona va ser construït l'any 15 dC, els primers informes que esmenten la ciutat amb el seu nom actual daten de 1144 (en alemany sota el nom de Laibach) i 1146 (amb el nom de Luwigana).
Després d'haver estat reconeguda com a ciutat el 1220, Ljubljana s'integra a l'imperi dels Habsburg en 1335. La ciutat es va convertir en el centre de la diòcesi de la regió el 1461 i desenvolupa la cultura eslovena durant l'edat mitjana. Els Habsburg d'Àustria van governar la regió amb l'única interrupció de les guerres napoleòniques. Entre 1809 i 1813 Ljubljana va ser la capital de les Províncies Il·líries pertanyents al Primer Imperi Francès. El 1821 la ciutat acull el congrés de Laibach.
El 1918 amb la coalició de croats i serbis, Ljubljana es converteix en el centre de l'Eslovènia iugoslava (anomenada Dravska banovina ("Vegueria de la Drava") entre el 1929 i 1941, perquè el centralisme iugoslau va prohibir l'ús oficial dels noms nacionals) i després de la Segona Guerra Mundial en la capital de la república iugoslava d'Eslovènia. Ljubljana va continuar sent la capital eslovena després que aquesta s'independitzés el 1991.
Ljubljana va ser devastada en diverses ocasions per tremolors. Després del terratrèmol del 1511 fou reconstruïda sota un model renaixentista. El 1895, essent devastada altre cop, fou reconstruïda de nou, encara que aquesta vegada basant-se en un model neoclàssic.
Durant la segona guerra mundial, de 1940 a 1943, Ljubljana va ser annexionada a Itàlia com a part d'Eslovènia occidental, sent la capital de la província homònima.

### Prehistòria
Al voltant de l'any 2000 aC, els aiguamolls de Ljubljana estaven colonitzats per pobladors que vivien en construccions de fusta. Aquests pobles vivien de la caça, la pesca i l'agricultura primitiva. Per desplaçar-se pels aiguamolls, empraven embarcacions fetes amb troncs d'arbres. La zona va seguir sent un punt de pas per a nombroses tribus i pobles, i així, a continuació, el territori va ser colonitzat pels vènets, als quals va succeir la tribu il·líria dels Yapodi i, ja en el segle iii aC, la tribu celta dels taurisci.

### Edat Antiga
A mitjan segle i aC, els romans van construir en el lloc un campament militar, ocupat per la Legio XV Apollinaris i més tard l'assentament permanent d'Emona (Colònia Iulia Emona). Aquest va comptar amb muralles i la seva població va arribar a ser de 5.000 o 6.000 persones, molts d'ells comerciants, artesans i veterans de guerra. Les seves cases estaven fetes de maó, i comptaven amb sistema de calefacció i connexió amb el clavegueram públic. Les parets i sòls de les mateixes estaven decorades amb pintura i mosaics.
Igual que va succeir a la resta de l'Imperi, Emona va anar decaient progressivament, i així la ciutat va ser destruïda el 452 pels huns, sota les ordres d'Àtila, i després pels ostrogots i els llombards.

### Edat mitjana

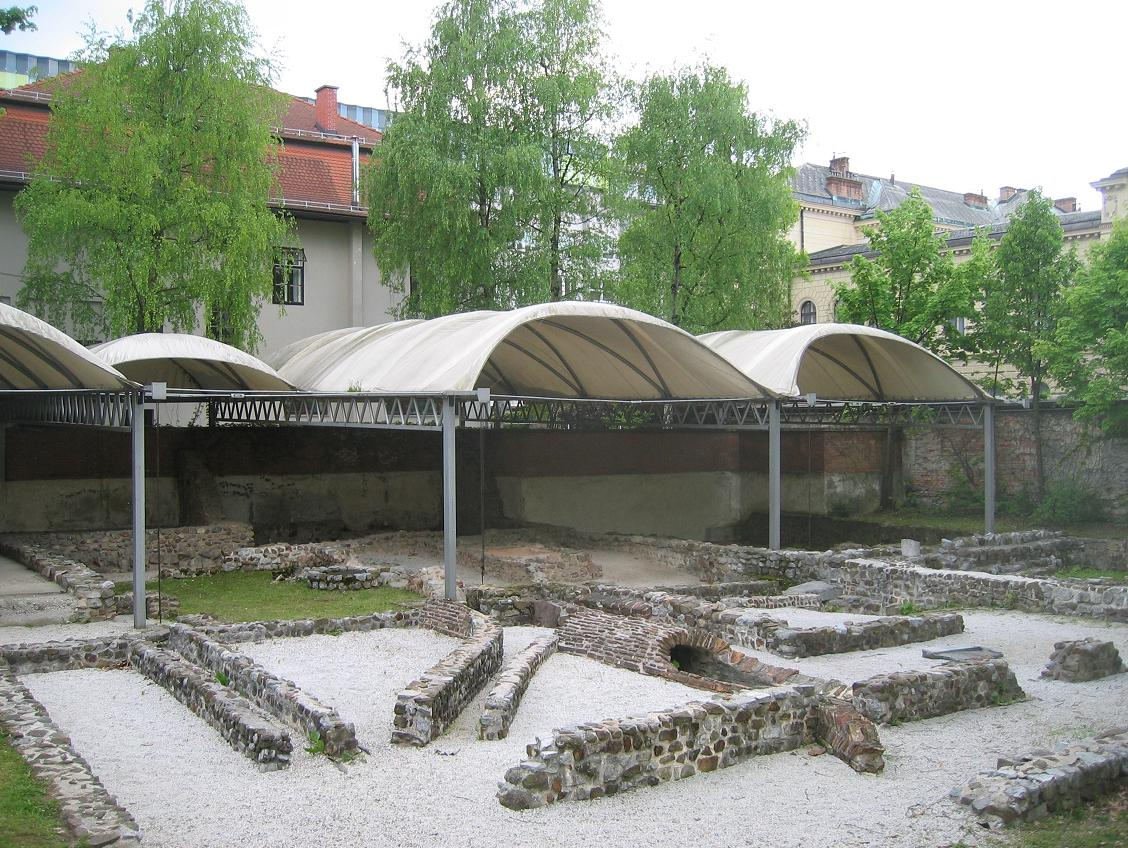
Restes paleocristianes al centre de la ciutat.

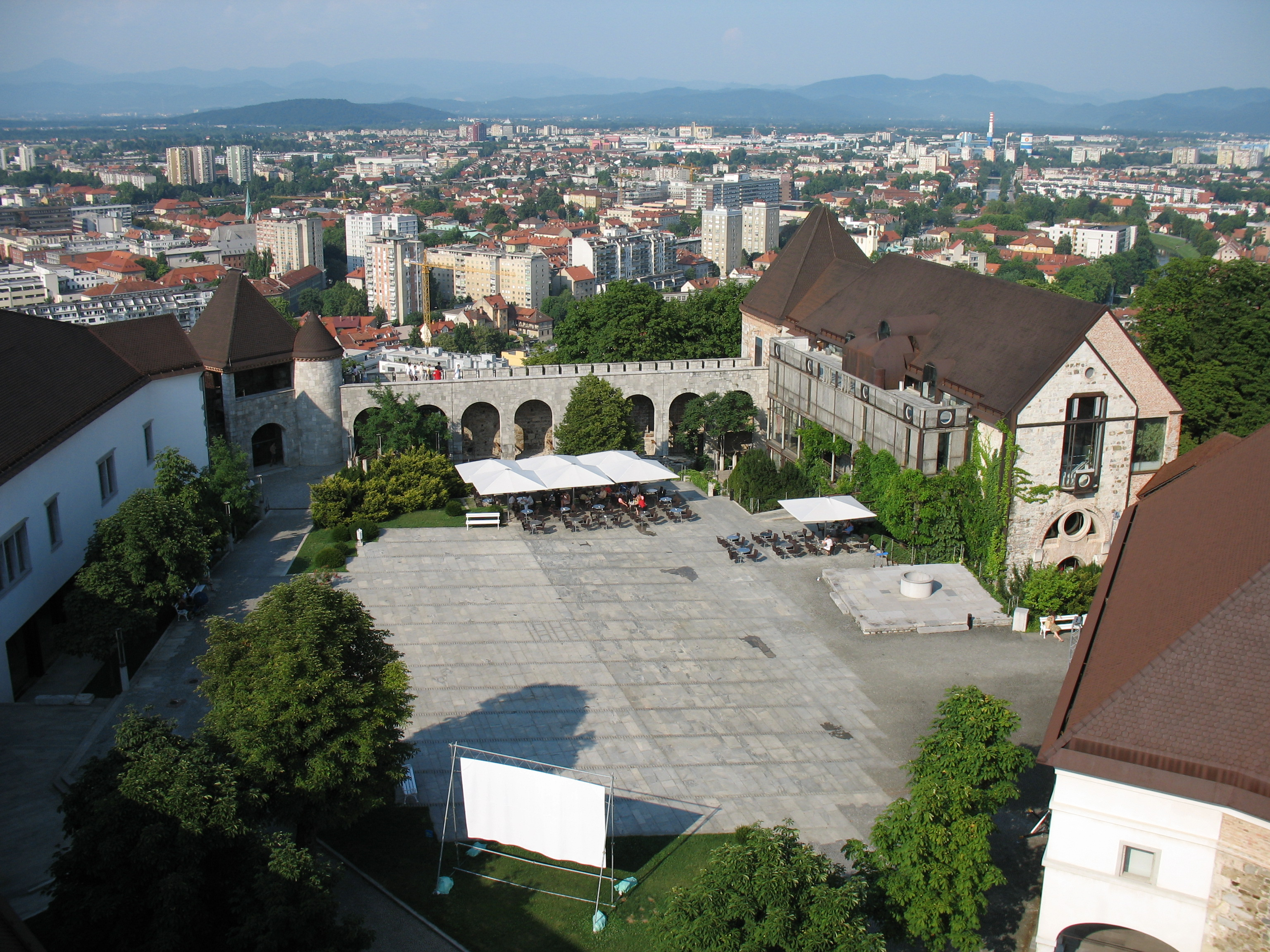
Pati interior del Castell de Ljubljana

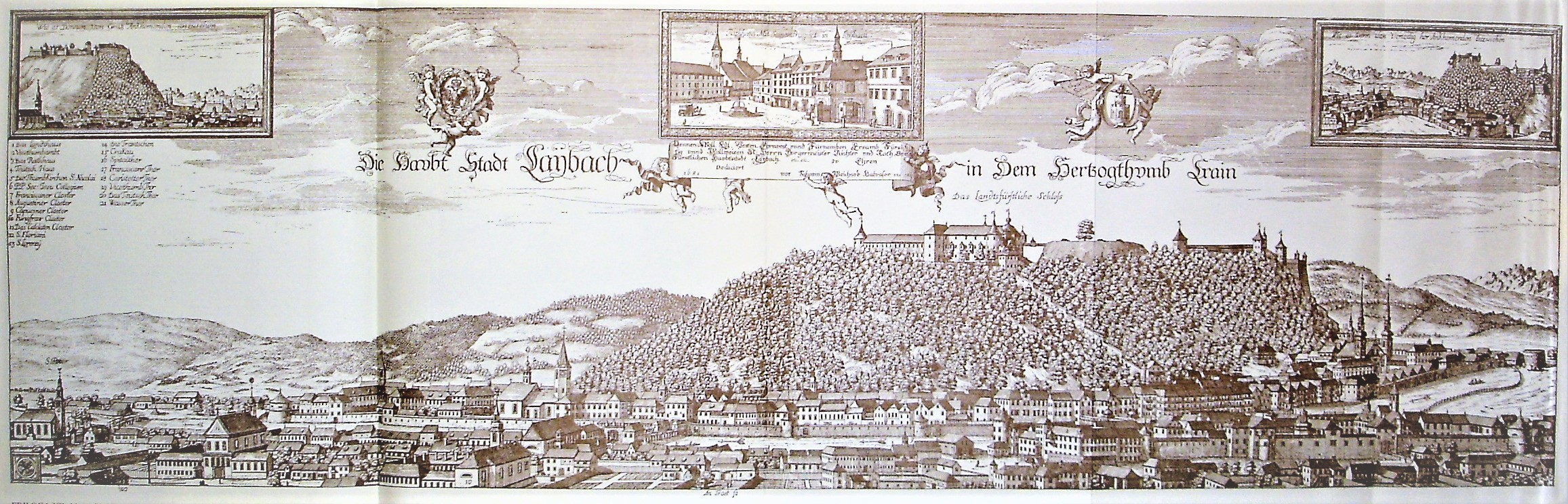
Vista de Ljubljana en un gravat de 1689.

En el segle vi es van instal·lar els antecessors dels eslovens, els quals, en el segle xi, van caure sota el domini dels francs, al mateix temps que van sofrir nombrosos assalts dels magiars.
El nom de la ciutat, Luvigana, apareix per primera vegada en un document de 1144. En el segle xiii, la ciutat estava composta per tres zones: la Stari trg ("ciutat vella"), la Mestni trg ("plaça de la ciutat") i la Novi trg ("ciutat nova"). El 1220 Ljubljana obté l'estatut de ciutat, a més del dret a encunyar la seva pròpia moneda.
El 1270 Otakar II de Bohèmia conquesta Carniola, inclosa Ljubljana, però aquesta passa a les mans de Rodolf I d'Habsburg després de la seva victòria sobre Otakar el 1278. La ciutat, rebatejada com Laibach, va pertànyer a la casa d'Habsburg fins a l'any 1797. La diòcesi de la ciutat s'estableix el 1491 i l'església de Sant Nicolau esdevé catedral.

### Edat Moderna
En el segle xv, la ciutat guanya renom pel seu art. Després del terratrèmol de 1511, és reconstruïda en estil renaixentista i fortificada amb una muralla nova que envoltava la ciutat. En el segle xvi, la seva població ascendia als 5.000 habitants, dels quals el 70% eren de llengua eslovena. El 1550 es van publicar a Ljubljana els dos primers llibres escrits en eslovè: un catecisme i un abecedari, als quals va seguir una traducció de la Bíblia. Al mateix temps, es crea la primera escola secundària, una biblioteca i una impremta. El 1597 s'instal·len els jesuïtes i construeixen una nova escola secundària que més tard es convertiria en facultat. En el segle xvii, la ciutat adapta les seves construccions a l'arquitectura barroca a conseqüència de l'arribada d'arquitectes i escultors estrangers.

### Edat Contemporània
Segle XIX
L'interval napoleònic va veure a Ljubljana convertir-se, de 1809 a 1813, en capital de les Províncies Il·líriques. El 1815, la ciutat torna a ser austríaca i, de 1816 a 1849, forma part del Regne d'Il·líria. El 1821 acull el Congrés de Laibach, que fixaria les fronteres polítiques europees dels anys següents. El primer tren, procedent de Viena, arriba a la ciutat el 1849 i el 1857 la línia es perllonga fins a Trieste. L'enllumenat públic elèctric es va instal·lar el 1898. El 1895 la ciutat, que tenia 31.000 habitants, és víctima d'un important terratrèmol de magnitud 6,1 en l'escala de Richter, que va destruir prop del 10% dels seus 1.400 edificis, encara que el nombre de víctimes va ser escàs. Durant la reconstrucció subsegüent, diversos barris de la ciutat es van reconstruir seguint l'estil Art Nouveau.
Segle XX
El 1918, després de la fi de la Primera Guerra Mundial i la dissolució de l'Imperi Austrohongarès, la regió s'incorpora al Regne dels Serbis, Croats i Eslovens. El 1929 es converteix en capital de la província iugoslava de la Banovina del Drava (Dravska banovina). Durant la Segona Guerra Mundial, la ciutat és ocupada per la Itàlia feixista el 1941 i per l'Alemanya Nazi el 1943. La ciutat estava envoltada per més de 30 km de filats de pues, perquè els col·laboracionistes eslovens (Slovensko Domobranstvo) s'enfrontaven als partisans iugoslaus (Partizani). Des de 1985, un camí commemoratiu envolta la ciutat per on es trobava aquell clos.
Després de la Segona Guerra Mundial, la ciutat es converteix en capital de la República Socialista d'Eslovènia, que forma part de la Iugoslàvia comunista, estatus que mantindria fins a la independència del país. Aquesta va tenir lloc el 1991 després d'un breu conflicte bèl·lic, i des de llavors la ciutat és la capital d'Eslovènia.
Segle XXI
Des de 2004, Ljubljana, igual que la resta del país, està integrada a la Unió Europea.

## Geografia
Ubicació

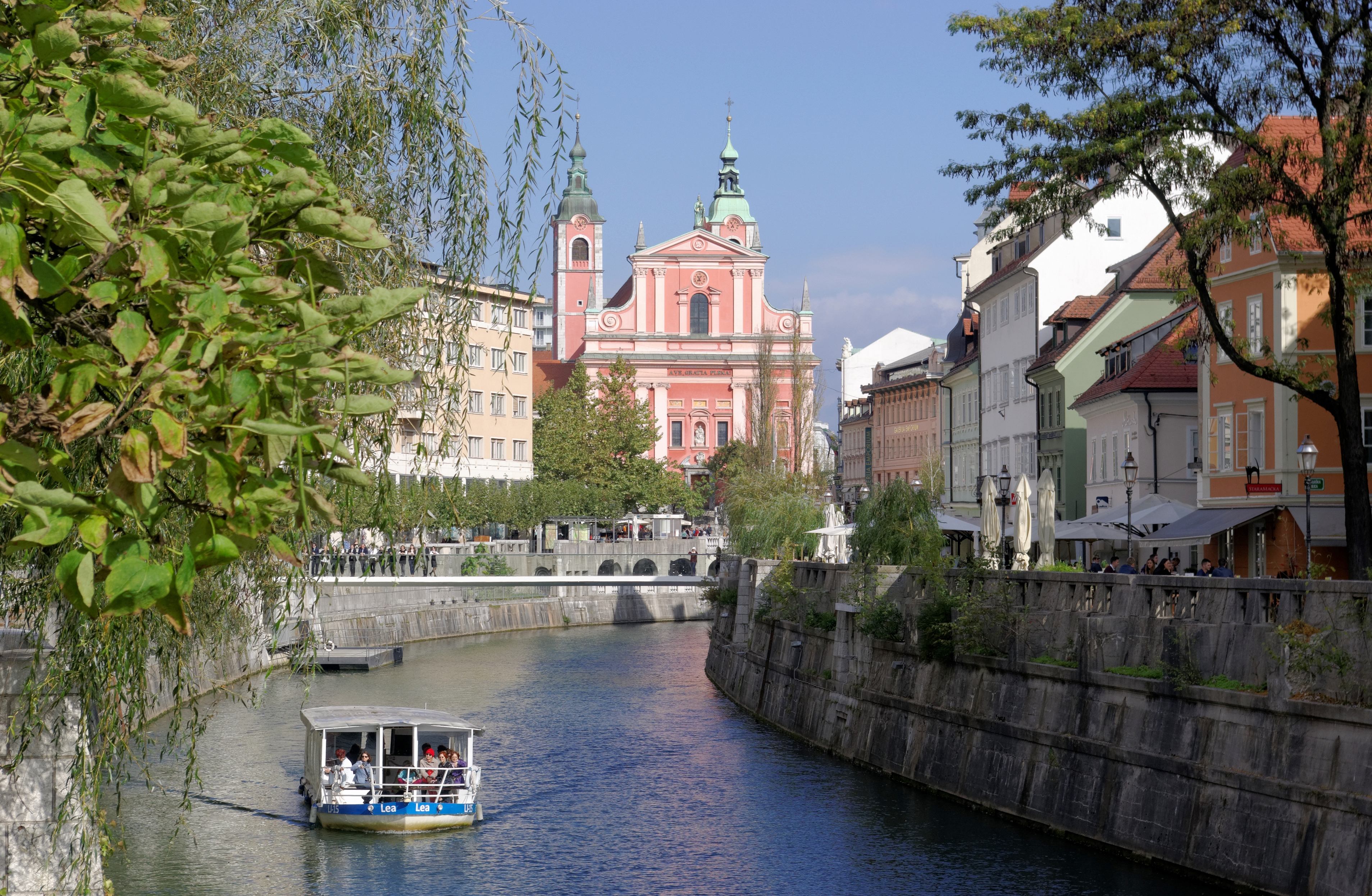
El riu Ljubljanica banya la capital eslovena.

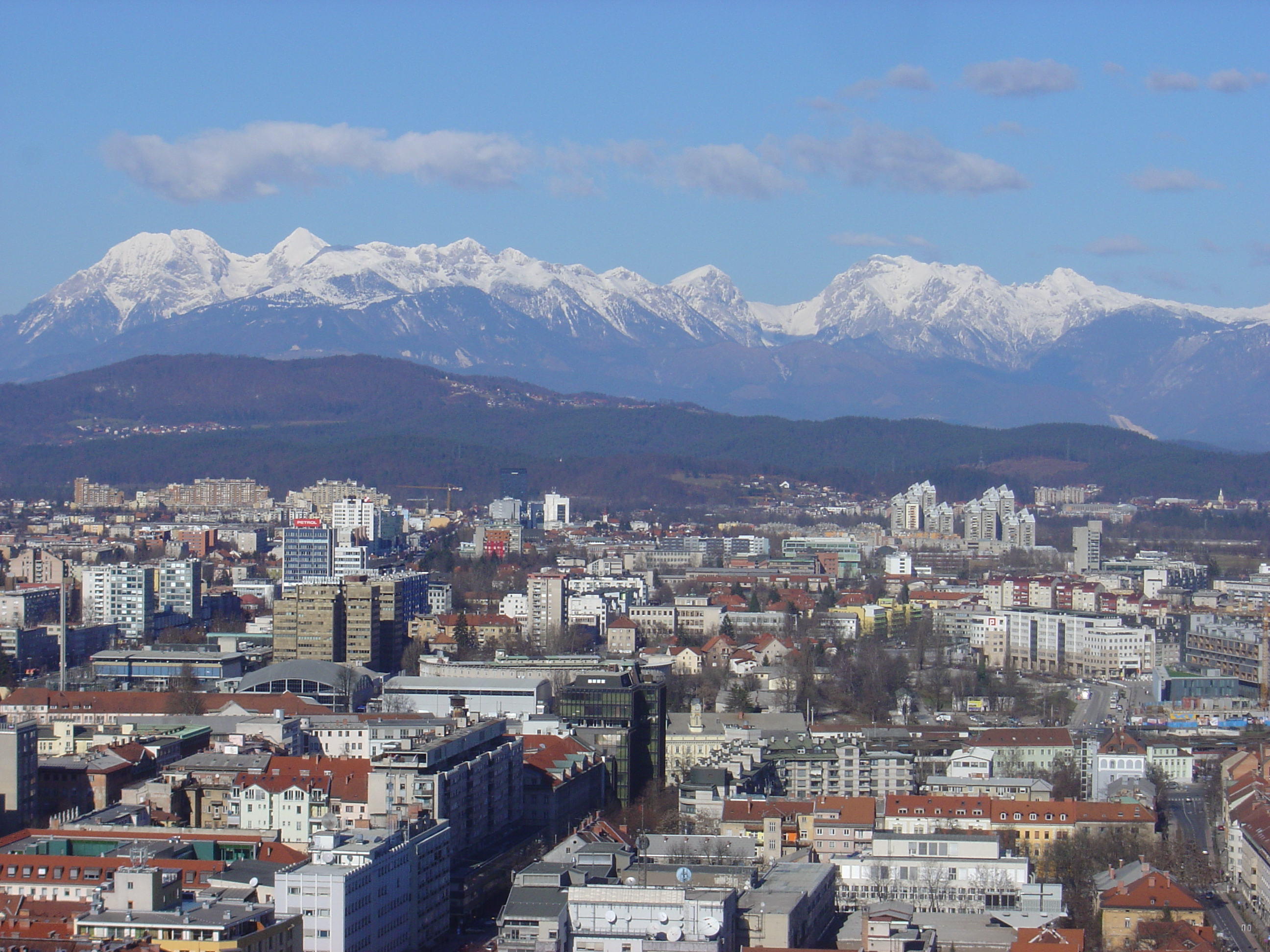
Vista de Ljubljana amb els Alps de Kamnik al fons.

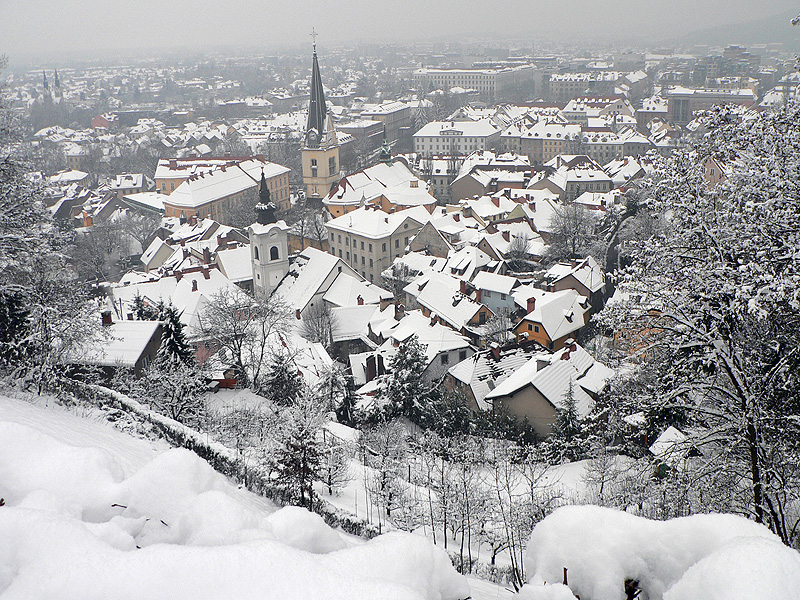
Vista del centre històric nevat des del pujol del castell.

La ciutat de Ljubljana està situada al centre d'Eslovènia, en una zona plana regada pel riu Ljubljanica, a una altitud de 298 msnm. La seva posició central respecte a Àustria, Hongria, la regió de Venècia (Itàlia) i Croàcia ha influït notablement en la història i desenvolupament de la ciutat. El seu terme municipal limita amb els de Medvode, Kranj, Škofja Loka, Vodice, Mengeš, Trzin, Domžale, Dol pri Ljubljani, Litija, Smartno pri Litiji, Ivančna Gorica, Grosuplje, Škofljica, Ig, Brezovica i Dobrova-Polhov Gradec.
Relleu i hidrografia
Situada a mig camí entre els Alps Julians i la regió del Karst, la seva ubicació a la vall del riu Ljubljanica fa que la capital eslovena s'assenti en una zona predominantment plana, a 298 m d'altitud, si bé el Castell se situa a 366 m mentre que el punt més alt de la ciutat, l'anomenat Janški Hrib, aconsegueix els 794 m.
Quant a la hidrografia, Ljubljana està banyada pel riu Ljubljanica d'oest a est, estant canalitzat al seu pas per la ciutat. Així mateix, aquesta és envoltada, en la seva part nord, pel riu Sava, al que aboca les seves aigües el riu Ljubljanica als afores de la ciutat.
Geologia
La ciutat s'estén sobre una plana al·luvial que data del Període quaternari. Les regions muntanyenques properes, més antigues, daten del Mesozoic (Triàsic) o Paleozoic.
Diversos terratrèmols han devastat Ljubljana al llarg de la història, com el de 1511 o el de 1895. De fet, Eslovènia s'assenta sobre una zona sísmica bastant activa a causa de la seva posició al sud de la Placa Euroasiàtica. Així, el país està en la unió de tres zones tectòniques importants: els Alps al nord, els Alps Dinàrics al sud i la Plana Panònica a l'est. En el passat, els científics han pogut identificar fins a 60 terratrèmols destructius. A causa d'això, per tot el país hi ha instal·lada una xarxa de vigilància sísmica.

### Clima
El clima de la ciutat és de tipus oceànic. Les precipitacions estan repartides de forma regular durant tot l'any, amb mínims entre gener i abril i màxims al setembre i octubre. Les temperatures són fresques, amb una mitjana anual de 10º, amb hiverns freds, sent la temperatura més freda registrada els -28º i sent freqüents les gelades, d'octubre a maig, i la neu. L'estiu és càlid, amb temperatures màximes per sobre de 20º, sent la més elevada registrada els 39º.
| Dades climàtiques a Ljubljana                                                    | Dades climàtiques a Ljubljana | Dades climàtiques a Ljubljana | Dades climàtiques a Ljubljana | Dades climàtiques a Ljubljana | Dades climàtiques a Ljubljana | Dades climàtiques a Ljubljana | Dades climàtiques a Ljubljana | Dades climàtiques a Ljubljana | Dades climàtiques a Ljubljana | Dades climàtiques a Ljubljana | Dades climàtiques a Ljubljana | Dades climàtiques a Ljubljana | Dades climàtiques a Ljubljana |
| Mes                                                                              | gen                           | febr                          | març                          | abr                           | maig                          | juny                          | jul                           | ag                            | set                           | oct                           | nov                           | des                           | anual                         |
| -------------------------------------------------------------------------------- | ----------------------------- | ----------------------------- | ----------------------------- | ----------------------------- | ----------------------------- | ----------------------------- | ----------------------------- | ----------------------------- | ----------------------------- | ----------------------------- | ----------------------------- | ----------------------------- | ----------------------------- |
| Màxima rècord °C (°F)                                                            | 15.8 (60.4)                   | 19.7 (67.5)                   | 24.3 (75.7)                   | 27.8 (82)                     | 32.4 (90.3)                   | 35.6 (96.1)                   | 37.1 (98.8)                   | 40.2 (104.4)                  | 30.3 (86.5)                   | 25.8 (78.4)                   | 20.9 (69.6)                   | 16.7 (62.1)                   | 40.2 (104.4)                  |
| Màxima mitjana °C (°F)                                                           | 3.4 (38.1)                    | 6.4 (43.5)                    | 11.4 (52.5)                   | 16.1 (61)                     | 21.4 (70.5)                   | 24.6 (76.3)                   | 27.3 (81.1)                   | 26.7 (80.1)                   | 21.6 (70.9)                   | 15.9 (60.6)                   | 8.8 (47.8)                    | 3.8 (38.8)                    | 15.6 (60.1)                   |
| Mitjana diària °C (°F)                                                           | 0.3 (32.5)                    | 1.9 (35.4)                    | 6.5 (43.7)                    | 10.8 (51.4)                   | 15.8 (60.4)                   | 19.1 (66.4)                   | 21.3 (70.3)                   | 20.6 (69.1)                   | 16.0 (60.8)                   | 11.2 (52.2)                   | 5.6 (42.1)                    | 1.2 (34.2)                    | 10.9 (51.6)                   |
| Mínima mitjana °C (°F)                                                           | −2.5 (27.5)                   | −2.0 (28.4)                   | 1.7 (35.1)                    | 5.8 (42.4)                    | 10.3 (50.5)                   | 13.7 (56.7)                   | 15.5 (59.9)                   | 15.2 (59.4)                   | 11.5 (52.7)                   | 7.7 (45.9)                    | 2.8 (37)                      | −1.1 (30)                     | 6.6 (43.9)                    |
| Mínima rècord °C (°F)                                                            | −20.3 (−4.5)                  | −23.3 (−9.9)                  | −14.1 (6.6)                   | −3.2 (26.2)                   | 0.2 (32.4)                    | 3.8 (38.8)                    | 7.4 (45.3)                    | 5.8 (42.4)                    | 3.1 (37.6)                    | −5.2 (22.6)                   | −14.5 (5.9)                   | −14.5 (5.9)                   | −23.3 (−9.9)                  |
| Precipitació mitjana mm (polzades)                                               | 69 (2.72)                     | 70 (2.76)                     | 88 (3.46)                     | 99 (3.9)                      | 109 (4.29)                    | 144 (5.67)                    | 115 (4.53)                    | 137 (5.39)                    | 147 (5.79)                    | 147 (5.79)                    | 129 (5.08)                    | 107 (4.21)                    | 1.362 (53,62)                 |
| Mitjana de dies de precipitació (≥ 0.1 mm)                                       | 11                            | 9                             | 11                            | 14                            | 14                            | 15                            | 12                            | 12                            | 12                            | 13                            | 14                            | 14                            | 153                           |
| Mitjana mensual d'hores de sol                                                   | 71                            | 114                           | 149                           | 178                           | 235                           | 246                           | 293                           | 264                           | 183                           | 120                           | 66                            | 56                            | 1.974                         |
| Font #1: Slovenian Environment Agency (ARSO) (data for 1981–2010)                |                               |                               |                               |                               |                               |                               |                               |                               |                               |                               |                               |                               |                               |
| Font #2: Slovenian Environment Agency (ARSO) (some extreme values for 1948–2013) |                               |                               |                               |                               |                               |                               |                               |                               |                               |                               |                               |                               |                               |

## Demografia
| Homes  | Edats   | Dones  |
| ------ | ------- | ------ |
| 1.902  | 85 a +  | 4.946  |
| 2.894  | 80 a 84 | 5.127  |
| 4.350  | 75 a 79 | 6.204  |
| 4.768  | 70 a 74 | 6.731  |
| 6.748  | 65 a 69 | 8.397  |
| 9.049  | 60 a 64 | 10.084 |
| 9.033  | 55 a 59 | 9.719  |
| 9.775  | 50 a 54 | 9.873  |
| 10.009 | 45 a 49 | 9.863  |
| 10.413 | 40 a 44 | 9.921  |
| 11.725 | 35 a 39 | 10.965 |
| 11.044 | 30 a 34 | 10.495 |
| 9.712  | 25 a 29 | 9.588  |
| 9.540  | 20 a 24 | 11.591 |
| 6.208  | 15 a 19 | 6.050  |
| 5.732  | 10 a 14 | 5.349  |
| 7.241  | 5 a 9   | 6.595  |
| 7.900  | 0 a 4   | 7.442  |

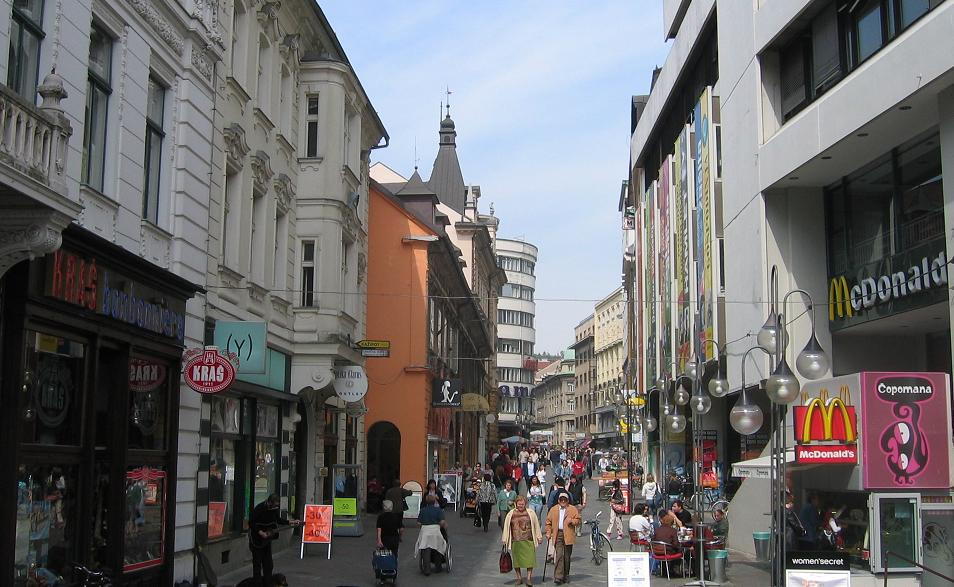
En els primers anys del la població de la ciutat s'ha estabilitzat entorn dels 270.000 habitants.

La ciutat de Ljubljana té 287.347 habitants segons el cens de població de 2015, dels quals 138.043 (48,04%) són homes i 149.304 (51,96%) són dones. Abans de 1996, la població de la ciutat superava els 320.000 habitants, però aquesta disminució s'explica per una reorganització territorial que va consistir en l'annexió de diversos barris perifèrics als municipis veïns. Des de llavors, la població s'ha mantingut estable.
El 1869 la població de Ljubljana era de 22.593 habitants, i a mitjan anys trenta va arribar als 80.000. Després d'un continu creixement durant la segona meitat del segle xx, des de mitjan anys 1990 fins a l'any 2008, la població s'ha mantingut estable amb unes xifres properes als 270.000 habitants. D'acord amb les dades del cens de l'any 2002, el 39,2 % dels residents de Ljubljana eren catòlics; el 30,4 % eren creients que no pertanyien a cap religió o no ho manifestaven; el 19,2 % eren ateus; el 5,5 % eren ortodoxos; el 5,0 % eren musulmans; i el 0,7 % restant eren protestants o pertanyien a altres religions.
Piràmide de població
De l'anàlisi de la piràmide de població es dedueix que es tracta d'una ciutat amb una població en procés d'envelliment lleu, ja que la població menor de 40 anys representa el 46,41 % mentre que la població major d'aquesta edat representa el 53,59 %. D'altra banda la població menor de 20 anys representa el 17,66 % de la població mentre que la població major de 60 anys representa el 23,06 % de la població.

## Economia

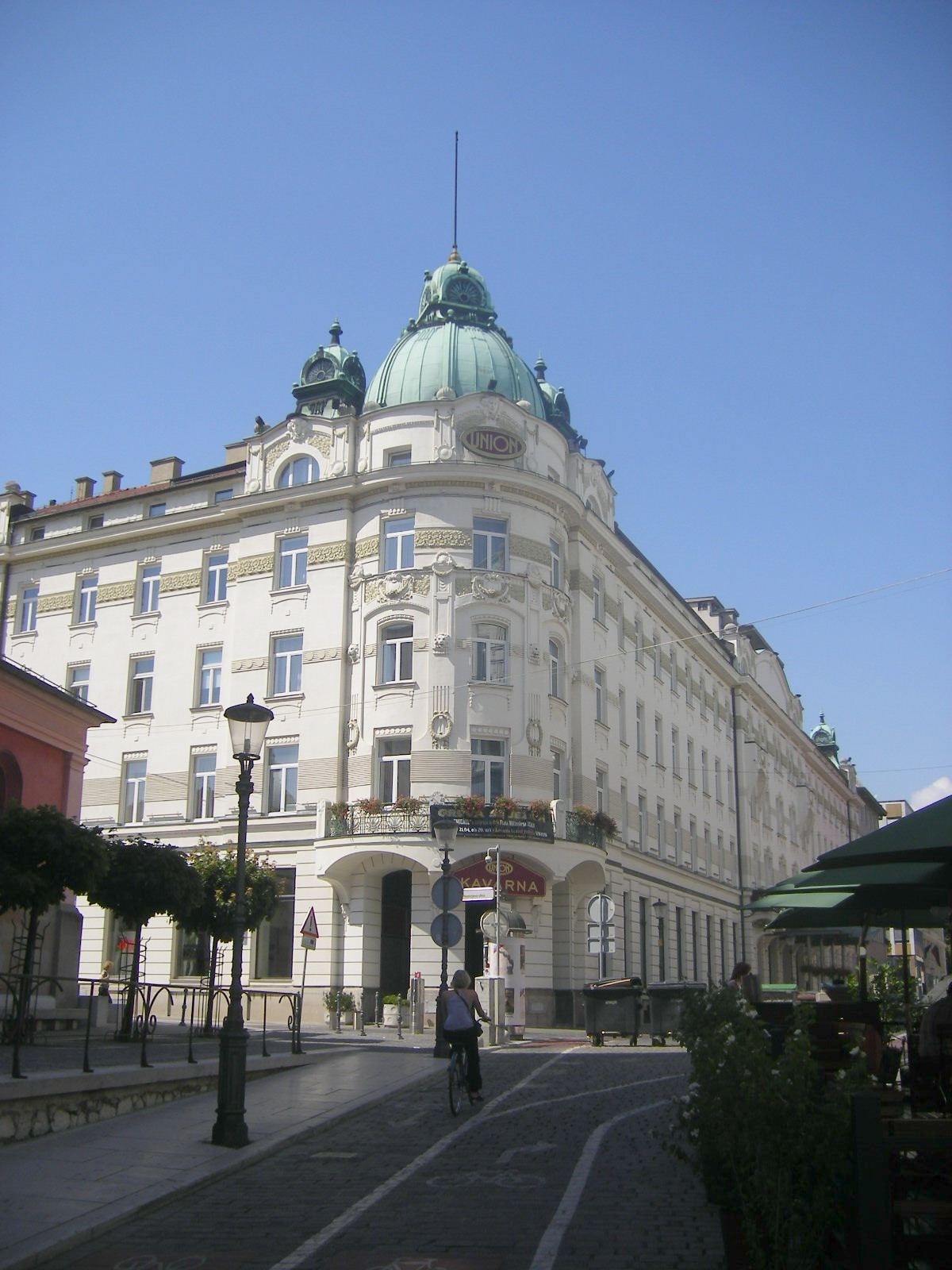
El turisme és un dels sectors econòmics més presents a la ciutat. En la imatge, el Grand Hotel Union.

La regió estadística de Ljubljana (Osrednjeslovenska) produeix aproximadament el 25 % del PIB del país. El 2003 el nivell de la població activa era del 62 %. El 64 % dels treballadors ho feien en el sector privat i el 36 % en el sector públic. Al setembre de 2008, la taxa de desocupació era del 4,9 % (5,7 % un any abans), mentre que la mitjana nacional era del 6,3 %. El PIB per habitant de la regió estadística de Ljubljana se situava el 2007 en 24.600 euros mentre que la mitjana nacional era de 17.123 euros.
La indústria segueix sent el sector econòmic més important de la ciutat, sobretot en l'àmbit farmacèutic, petroquímic i alimentari. Altres àmbits són la banca, les finances, el transport, la construcció, el comerç i el turisme. El sector públic proporciona ocupacions en l'educació, la cultura, la sanitat i l'administració.
La Borsa de Ljubljana (Ljubljanska borsa), comprada el 2008 per la Borsa de Viena, acull grans empreses eslovenes. Diverses tenen les seves seus socials a la regió de la capital. És el cas de la cadena de supermercats Mercator, la petroliera Petrol i l'empresa de telecomunicacions Telekom Slovenije. A la ciutat existeixen més de 15.000 empreses, centrades en la seva majoria en el sector terciari.

## Arquitectura
Malgrat l'aparició de grans edificis, sobretot a la perifèria de la ciutat, el nucli històric de Ljubljana, molt influït per la moda austríaca, a l'estil de les ciutats de Graz i Salzburg, roman intacte.
La ciutat antiga es compon de dos barris: el de l'ajuntament (que alberga les principals obres arquitectòniques) i el barri dels Cavallers de la Creu, on se situen, entre d'altres, l'església de les Ursulines, l'edifici de la societat filharmònica i la casa Cankar.
Després del terratrèmol de 1511, Ljubljana va ser reconstruïda d'acord amb els models d'una ciutat renaixentista, i després del terratrèmol de 1895, la ciutat va ser novament planificada, aquesta vegada seguint els patrons de l'estil Art Nouveau. Així doncs, l'arquitectura de la ciutat és una mescla d'estils. Els grans sectors construïts després de la Segona Guerra Mundial inclouen sovint un toc personal de l'arquitecte eslovè Joži Plečnik.

### Castell de Ljubljana

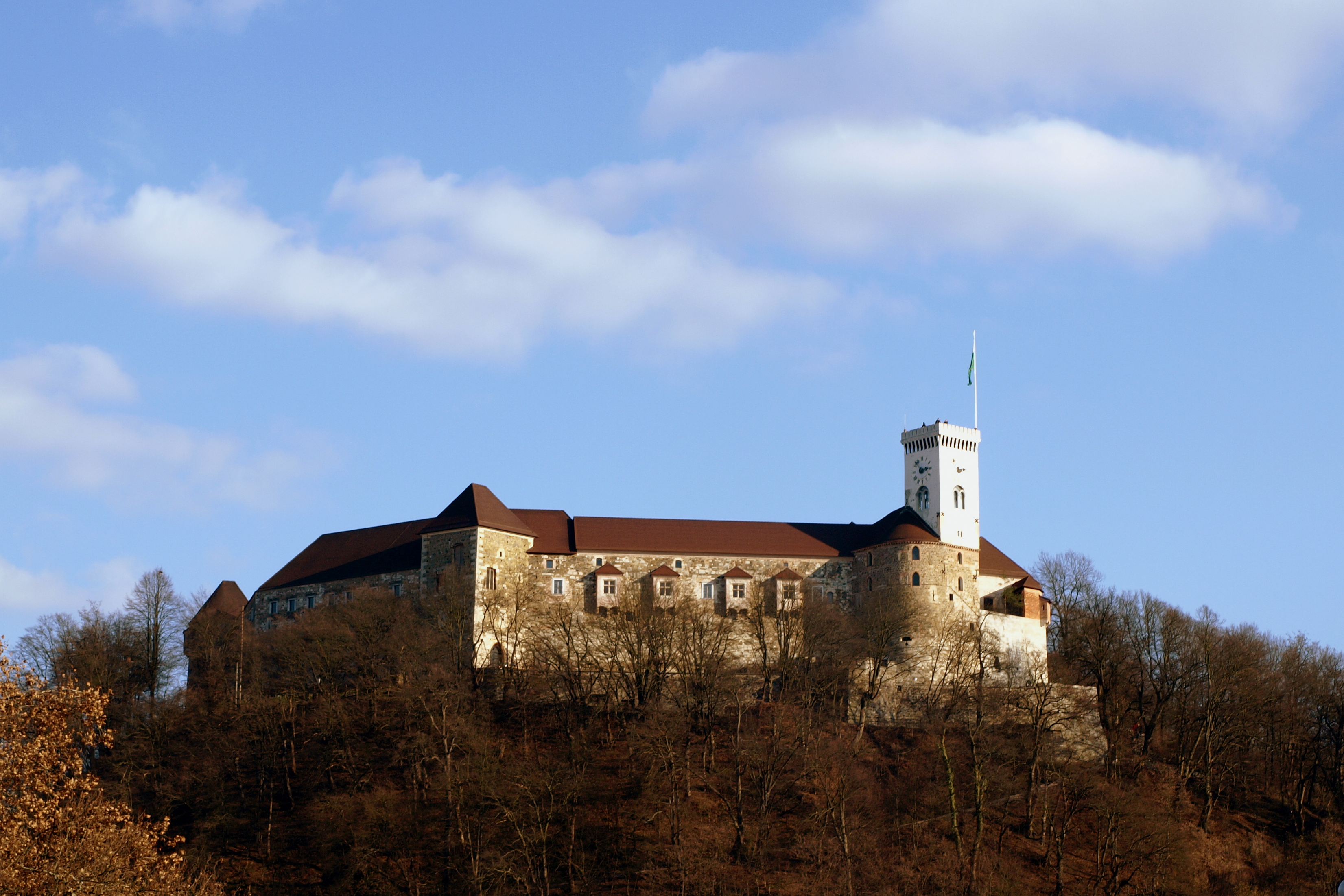
Vista del castell de Ljubljana

El castell de Ljubljana (Ljubljanski grad) és un castell medieval situat en el cim del pujol que domina el centre de la ciutat. La zona que envolta l'actual castell es troba habitada des de l'any 1200 aC, i és probable que el cim del pujol fos una fortalesa de l'exèrcit romà després d'haver estat construïda en ella fortificacions per celtes i il·liris.
Esmentat per primera vegada el 1144 com a seu del Ducat de Caríntia, el castell és destruït quan el ducat passa a les mans dels Habsburg el 1335. Entre 1485 i 1495 es construeix el castell actual i s'erigeixen les torres. El seu objectiu era el de defensar el Sacre Imperi Romanogermànic de la invasió otomana i també de les revoltes camperoles. Als segles xvii i xviii, el castell es converteix en arsenal i hospital militar. Va ser danyat durant el període napoleònic i, una vegada de tornada a l'Imperi austríac, passa a ser presó fins a l'any 1905, reprenent aquesta funció durant la Segona Guerra Mundial. La torre principal del castell data de 1848 i en ella vivia un guàrdia la missió del qual era la de disparar canons per advertir a la ciutat en cas d'incendi o per anunciar esdeveniments i visites importants.
El 1905 la ciutat de Ljubljana compra el castell, sofrint una sèrie de reformes en els anys seixanta. Des de la seva finalització, el castell és una atracció turística i lloc on tenen lloc diversos esdeveniments culturals. Des de l'any 2007 un funicular connecta el centre de la ciutat amb el castell.

### Catedral de Sant Nicolau

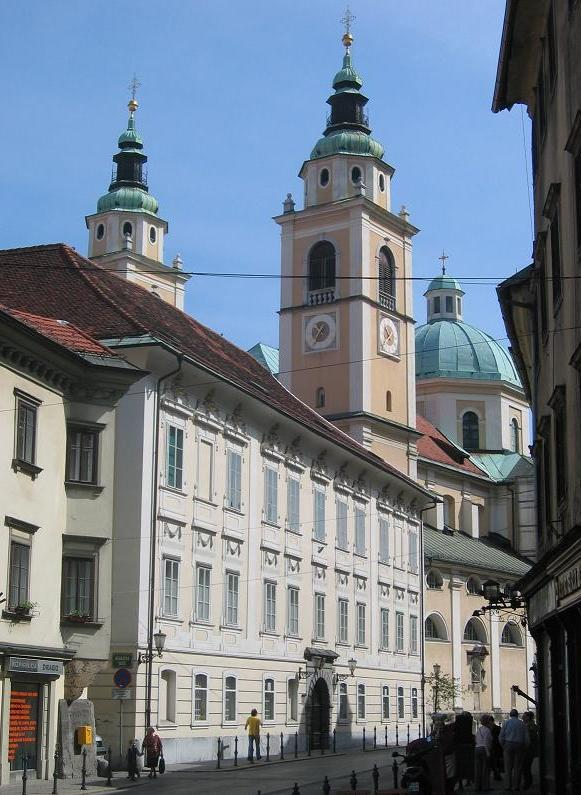
La catedral de Sant Nicolau.

La catedral catòlica de Sant Nicolau (Stolnica svetega Nikolaja) és l'única catedral de la ciutat. Fàcilment identificable gràcies a la seva cúpula verda i les seves dues torres bessones, se situa a la plaça Vodnik, a prop del Pont Triple (Tromostovje).
Anteriorment, el lloc el va ocupar una església romànica de tres naus els primers esments de les quals es remunten a l'any 1262. El 1361 un incendi va causar la seva destrucció i es va reconstruir seguint els patrons de l'estil gòtic. El 1461 es va establir l'arxidiòcesi de Ljubljana. Un nou incendi, presumiblement causat pels otomans, va destrossar de nou l'edifici el 1469.
Finalment, entre 1701 i 1706, l'arquitecte jesuïta Andrea Pozzo va dissenyar una nova església d'estil barroc amb dues capelles laterals, en forma de creu llatina. La cúpula es va construir al centre de l'església el 1841. L'interior està decorat amb frescs barrocs pintats per Giulio Quaglio entre 1703-1706 i 1721-1723.

### Església Franciscana de l'Anunciació
L'Església Franciscana de l'Anunciació (Frančiškanska cerkev Marijinega oznanjenja o comunament Frančiškanska cerkev) és un temple franciscà situat a la plaça Prešeren, al costat del riu Ljubljanica.
Va ser construïda entre 1646 i 1660, substituint a la vella església en el mateix lloc. La seva estructura té la forma d'una basílica barroca primerenca, amb una nau central i dues fileres de capelles laterals. L'altar major és obra de l'escultor Francesco Robba, de mitjan segle xviii. Gran part dels frescs originals, obra de Matevž Langus, van ser destruïts per les esquerdes en el sostre provocades pel terratrèmol de 1895. Els nous frescs van ser pintats entre 1935 i 1936 pel pintor eslovè Matej Sternen.
Al costat de l'església es troba el monestir franciscà, que data del segle xiii, famós per la seva biblioteca, que conté més de 70.000 llibres, molts d'ells incunables i manuscrits medievals. Fundat el 1233, el monestir va estar inicialment situat a la plaça, per traslladar-se a la ubicació actual durant les reformes de finals del segle xvii.

### Església de Sant Pere
L'església catòlica de Sant Pere (Cerkev Sv. Petra o Šentpetrska cerkev) és una de les esglésies més antigues de la ciutat, tenint-se notícies de la seva existència des de 1262.
L'edifici conservat va ser construït entre 1729 i 1733, quan la vella església va ser derrocada i substituïda per l'arquitecte italià Giovanni Fusconi en una mescla d'estils barroc i neoclàssic tardà.
Després del terratrèmol de 1895, l'església va ser restaurada en estil neobarroc. Aquesta renovació va ser objecte de crítiques per la seva suposada baixa qualitat, i va ser seguida per una altra, realitzada entre 1938 i 1940. La façana va ser completament remodelada per l'arquitecte eslovè Ivan Vurnik, mentre que la seva esposa Elena Vurnik va contribuir en la nova decoració interior i els mosaics. Els frescs del sostre són obra del pintor Francesco Jelovšek, mentre que les pintures de l'altar són del seu contemporani Valentin Metzinger.

### Pont dels Dracs
El pont dels Dracs (Zmajski most), sobre el riu Ljubljanica, es va construir per substituir l'antic pont de fusta de 1819, conegut popularment com el Pont dels Carnissers (Mesarski most).
Aixecat entre 1900 i 1901, quan la ciutat encara pertanyia a l'Imperi Austrohongarès, i anomenat originalment Pont del Jubileu (Jubilejni most), és considerat com una de les millores obres de l'estil arquitectònic de la Secessió de Viena, sent a més el primer pont de formigó armat de Ljubljana i un dels primers a Europa. El seu dissenyador va ser Josef Melan, famós enginyer especialitzat en ponts de formigó armat, i la seva aparença modernista es deu a l'arquitecte Jurij Zaninovic, el qual va dissenyar la decoració, la balustrada i les estàtues de drac. Els llums de la balustrada, que eren alimentats per gas, són part de la decoració original.
Alguns veïns de la zona li han posat el sobrenom de "sogra", en referència als dracs que es troben en les seves quatre cantonades.

### Altres monuments
Ruïnes d'Emona

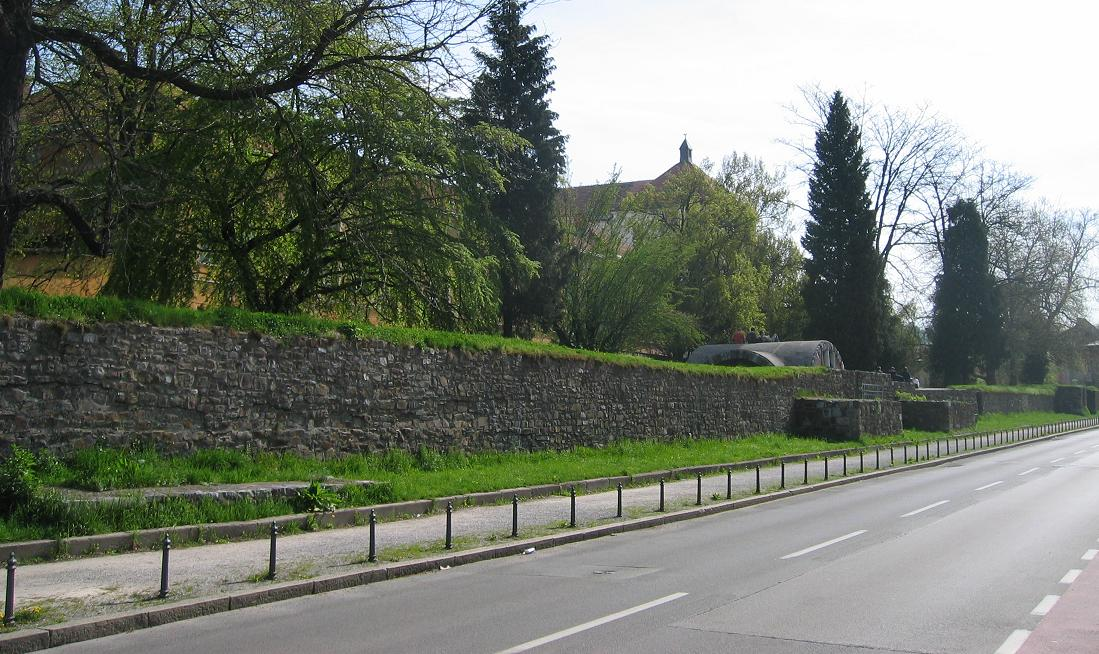
Restes de la muralla romana d'Emona al carrer Mirje.

De l'antiga ciutat romana encara són visibles algunes de les seves restes com a elements del fòrum, la porta nord de la ciutat, una necròpoli (en la qual va ser trobada una estàtua de bronze), diversos habitatges (en el jardí Jakopič), part de la muralla, així com un primitiu temple cristià dels segles iv i v.
Monuments civils

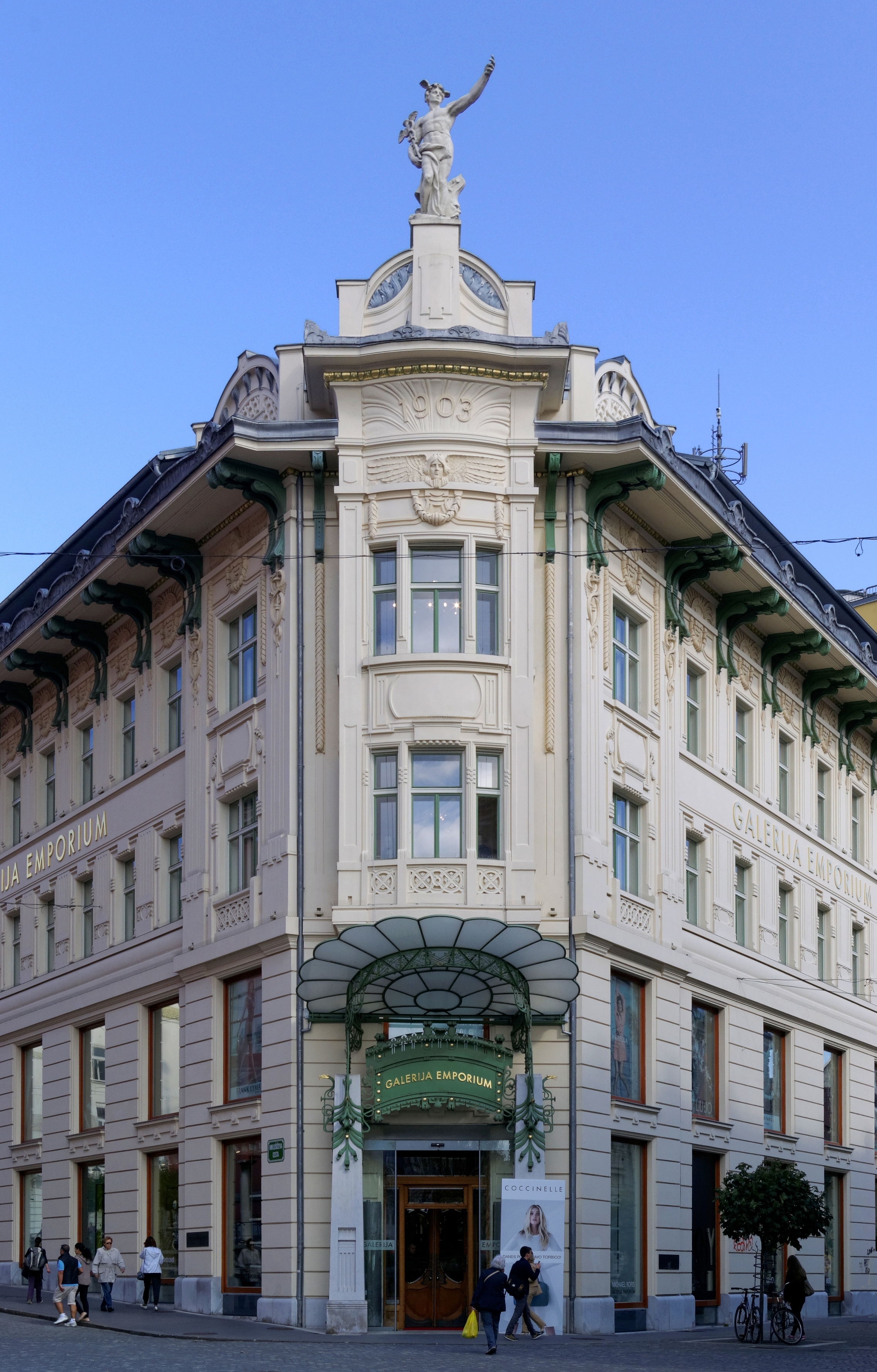
Façana modernista de la casa Urbanc.

Dins de la varietat d'estils que esquitxen el centre de la ciutat, el primer cronològicament és el barroc; a ell pertanyen l'ajuntament (Mestna hiša), construït a la fi del segle xv però no va adquirir el seu aspecte actual fins a l'any 1717-19, la casa Schweiger (Schweigerjeva hiša), construïda entre 1748 i 1749 a partir dels dissenys de Càndid Zulliani i en la qual destaquen els marcs de les finestres decorats i el portal d'entrada, entre uns altres, el palau Gruber (Gruberjeva palača), construït entre 1773 i 1781, segons els esbossos de Daniel Gruber, per ser Escola d'Hidràulica i Mecànica, alberga actualment l'Arxiu Nacional d'Eslovènia (Narodni Arhiv Slovenije), l'edifici Lontovž, construït entre 1786 i 1790 per Jozef Schemerl i antiga seu de l'Assemblea Provincial de Carniola, alberga actualment l'Acadèmia Eslovena de Ciències i Arts, la mansió Cekin, construïda entre 1752 i 1755 per encàrrec del comte Leopold Lamberg, se situa en el parc Tivoli i actualment alberga el Museu Nacional d'Història Contemporània (Muzej novejši zgodovine Slovenije), dedicat a la història recent d'Eslovènia. i la Mansió Stična, construïda entre 1628 i 1630 per albergar als abats del monestir cistercenc de Stična.
Als segles xviii i xix es van construir l'edifici Kazina, edificat entre 1836 i 1839 en estil neoclàssic, l'antic edifici de la Universitat de Ljubljana (Univerza v Ljubljani), situat en el lloc de l'antiga Mansió Provincial on, el 1821, va tenir lloc un dels congressos de la Santa Aliança i destruïda pel terratrèmol de 1895, va ser construït el 1902 en estil neorenaixentista, i des de 1919 va albergar la Universitat, l'edifici de la Filharmònica (Slovenska filharmonija), el Palau Zois (Zoisova palača), construït a la fi del segle xviii sota influència del neoclassicisme, és conegut per haver estat llar del baró Žiga Zois (1747-1819), l'edifici de l'Òpera, la Galeria Nacional així com els palaus Kresija i Felip, construïts en estil neobarroc després del terratrèmol de 1895 al costat del riu Ljubljanica.
Per la seva banda, el modernisme es posa en relleu en nombroses cases, com la casa Hribar (Hribarjeva hiša), construïda entre 1902 i 1903 per Maks Fabiani i que es caracteritza per la seva façana ondulada, la casa Krisper (Krisperjeva hiša), construïda el 1900-01 pel mateix arquitecte, el qual va incloure motius florals en la decoració de la façana, la casa Bamberg (Bambergova hiša), construïda entre 1906 i 1907 també per Maks Fabiani, la seva façana es caracteritza per les franges verticals de formigó gris, la casa Urbanc, acabada el 1903 per Graz-Friedrich Sigismundt i inspirada en els grans magatzems de l'època, presenta una decoració, a força de motius vegetals, gravats de vidre o llums de disseny, influenciada per l'Art nouveau belga i francès i la casa Hauptmann (Hauptmannova hiša), construïda el 1873 però reconstruïda el 1904 en l'estil de la Secessió vienesa, presenta una façana decorada amb rajoles de ceràmica de tons verds, blaus i vermells.
Altres edificis modernistes són l'edifici del Banc Popular de Préstecs Bancaris (Stavba Ljudske posojilnice), dissenyat per Josip Vancaš el 1907, es caracteritza per la seva façana decorada amb rajoles de ceràmica, l'hotel Union, construït pel mateix arquitecte entre 1905 i 1907, presenta dues ales unides a través d'una torreta que culmina en cúpula i una façana amb decoració a força de motius vegetals, l'edifici del Banc Cooperatiu de Negocis (Stavba Zadružne gospodarske banke), construït el 1921 per Ivan Vurnik, és considerat un dels millors exemples d'arquitectura eslovena, presentant una façana decorada a força d'adorns geomètrics en vermell, blau i blanc juntament amb elements de la iconografia eslovena, l'edifici de la Caixa d'Estalvis Municipal (Mestna hranilnica), construït entre 1903 i 1904 per Josip Vancaš, presenta una façana en la qual destaca el sortint amb forma de pètal fet a força de ferro forjat i vidre i les estàtues alegòriques del Comerç i la Producció i l'edifici Mladika, obra de Fabiani acabada el 1907, en la façana de la qual contrasta el maó vermell amb el color blanc, és actualment seu del Ministeri d'Afers exteriors.
Ja en el segle xx es van edificar el petit gratacel (Mali nebotičnik), dissenyat el 1931, el qual presenta façana corba i balconades semicirculars, el Nebotičnik o gratacel, construït el 1933 basat en models americans i que en el seu moment va ser el més alt dels Balcans i el novè d'Europa, l'edifici del Parlament d'Eslovènia (Državni zbor Republike Slovenije), construït entre 1954 i 1959 per albergar la llavors Assemblea del Poble, està inspirat en l'antiguitat clàssica i destaquen les seves pintures i frescs interiors així com el portal d'entrada flanquejat per estàtues de treballadors, l'edifici Metalka, construït el 1963 a partir del model de l'edifici Seagram de Nova York, i l'edifici Kozolec, construït entre 1955 i 1957, el seu autor es va basar en la Unitat d'Habitació de Le Corbusier, i es caracteritza per la seva gran balconada sobre pilars i la divisió horitzontal de la façana mitjançant balconades.
Monuments religiosos

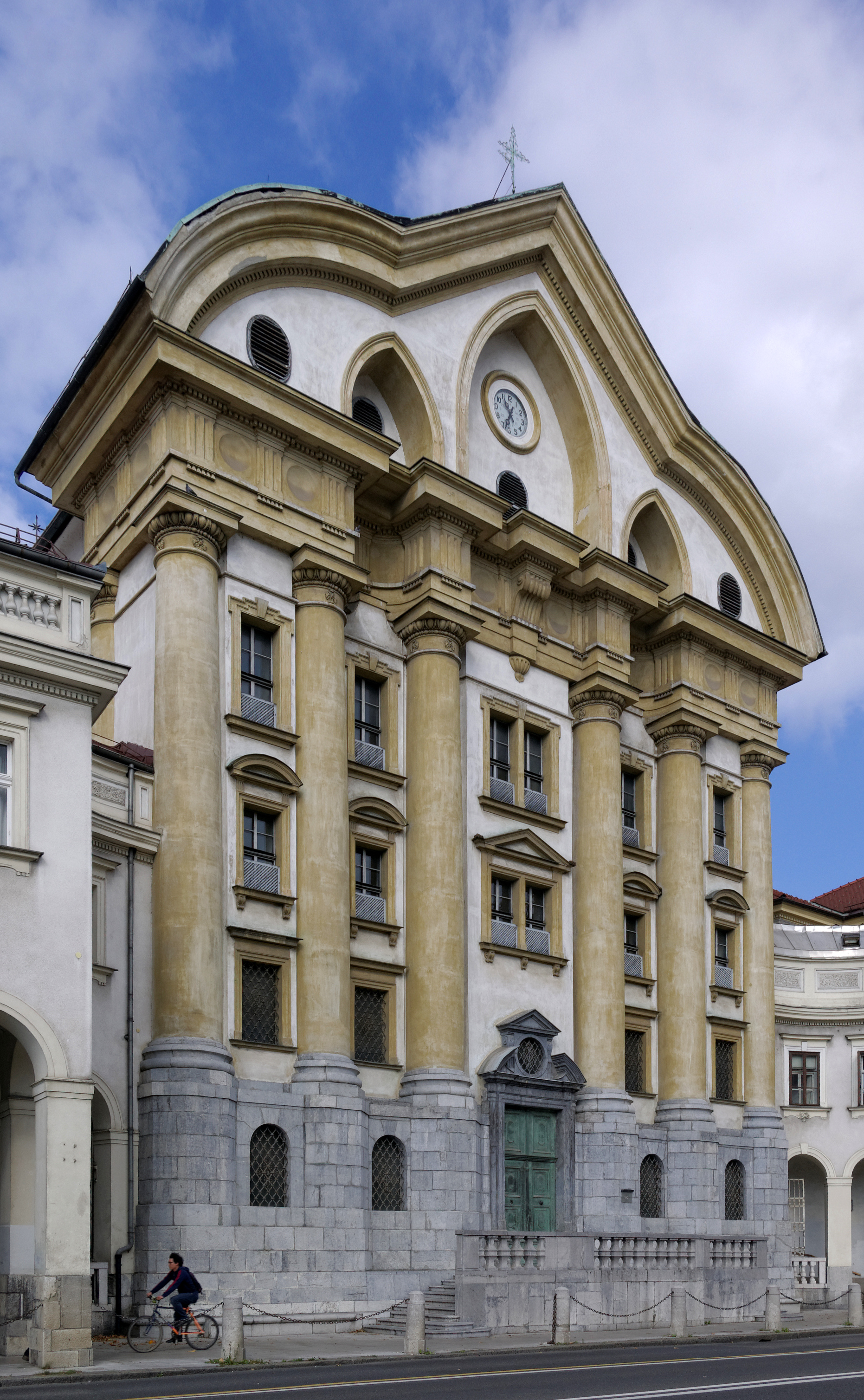
Façana de l'església de les Ursulines.

A més de la Catedral, l'església de Sant Pere i l'Església Franciscana, altres temples del període barroc són: l'església de Sant Florià (Cerkev sv. Florijana) que, construïda després de 1672, deu la seva aparença a Joži Plečnik el qual la va reconstruir el 1933-34; l'església de Sant Jaume (Cerkev sv. Jakoba), construïda pels jesuïtes entre 1613 i 1615, va ser reformada el 1701 amb, entre d'altres, estàtues de Francesco Robba. La capella de Sant Francesc Xavier (Kapela sv. Frančišca Ksaverija), inspirada en models venecians, i profusament decorada, va ser afegida entre 1667 i 1670; l'església de La nostra Senyora de la Misericòrdia (Cerkev Marije pomčnice o Križevnišca cerkev) va ser construïda a l'origen pels cavallers de l'Orde teutònic en el segle xiii. La moderna església va ser aixecada pel venecià Domenico Rossi entre 1714 i 1715; i l'església de les Ursulines (Cerkev sv. trojice), construïda entre 1718 i 1726, un dels monuments barrocs més inusuals de la ciutat a causa de la seva façana ondulada inspirada en els models de Francesco Borromini.
Inicialment aixecada el 1753, la moderna església de Sant Joan Baptista (Cerkev Janeza Krstnika), en el districte de Trnovo, va ser construïda entre 1854 i 1857, assumint la seva aparença neoromànica després del terratrèmol de 1895. Finalment, ja en el segle xx, es van aixecar les esglésies de l'Encarnació de Crist (Cerkev Kristusovega očlovečenja), de 1980-85 que les seves característiques més sorprenents són la claredat dels seus espais (parcialment excavats a la terra), el seu mobiliari de fusta i el seu sostre ondulat parcialment sembrat amb gespa, i l'església ortodoxa (Pravoslavna cerkev) de Sant Ciril i Sant Metodi, construïda el 1936 i adornada amb cinc cúpules, les quals estan rematades amb una creu daurada.

### Ponts
Fins a l'arribada del ferrocarril, el riu Ljubljanica, també anomenat riu dels set noms, va ser la principal via per al transport de mercaderies cap a Ljubljana. El principal moll es localitzava a l'actual zona de Breg. La ciutat ha comptat des de molt antic, probablement des de l'època romana, amb ponts per travessar-lo. En època medieval comptava amb dos ponts de fusta, i a la fi del segle xviii el perill d'inundacions es va reduir gràcies a la construcció, el 1783, del canal de Gruber (Grubarjev prekop), gràcies a la qual cosa van anar sorgint un bon nombre de nous ponts, alguns d'ells obres de l'arquitecte Joži Plečnik.
Entre tots ells destaquen els de Šempeter (Šempetrski most), dels Dracs (Zmajski most), dels Sabaters (Čevljarski most), construït entre 1931 i 1932, Šentjakob (Šentjakobski most), construït el 1915 reemplaçant un d'anterior de fusta, Prule (Prulski most), Trnovo (Trnovski most) i el Pont Triple (Tromostovje), el resultat final del qual es deu a la construcció, per part de Joži Plečnik, de dos ponts al costat d'un ja existent des de 1842, i és considerat com una de les joies arquitectòniques de la ciutat.

### Fonts

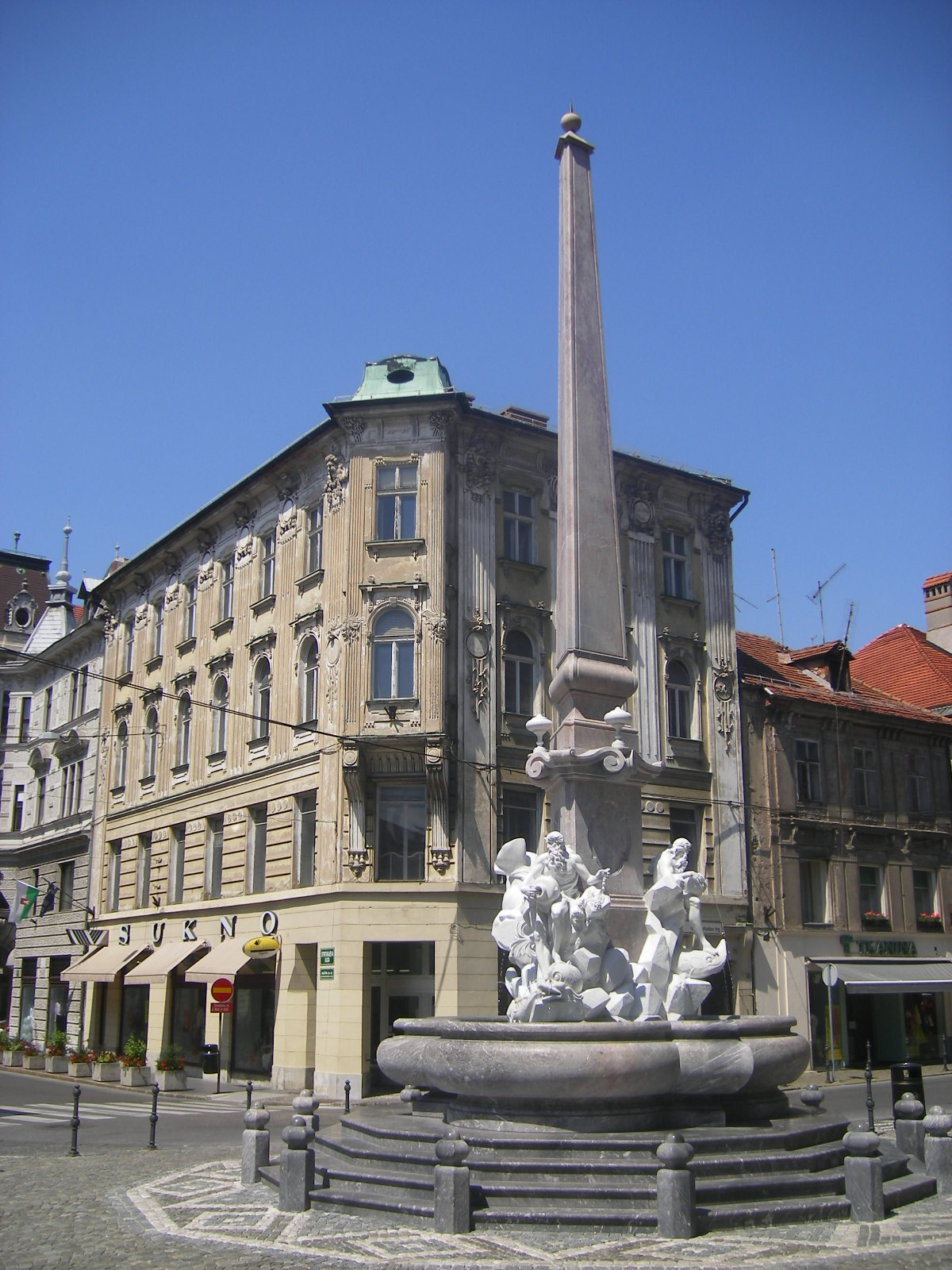
Vista de la font Robba, a la plaça Municipal (Mestni trg).

### Parcs i jardins

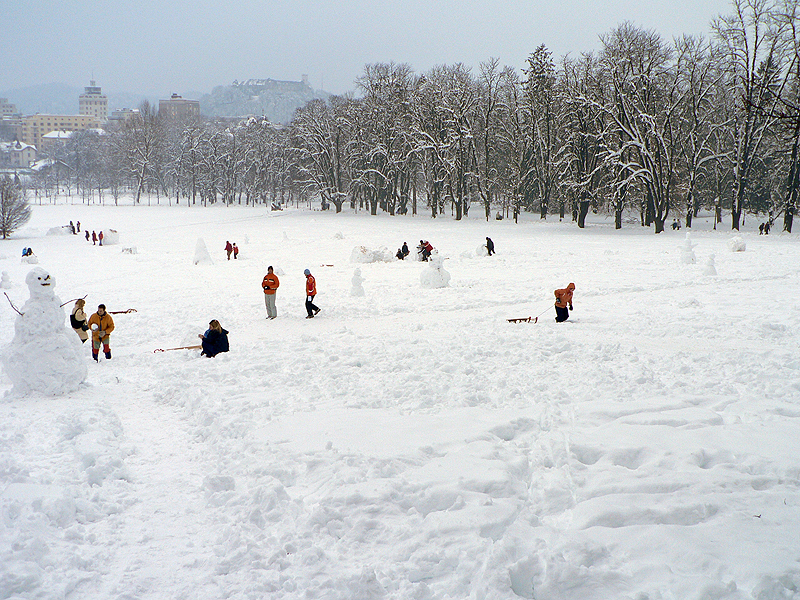
El parc Tivoli nevat

La ciutat compta amb diversos espais verds, tant a la zona antiga com als voltants. Així, està el parc de Miklošič (Miklošičev park), creat el 1902 en estil Art Nouveau, el zoològic, situat en el pujol Rožnik i en el qual es poden veure nombroses espècies d'animals de tots els continents, el jardí botànic, creat el 1810, sent la institució cultural i científica més antiga de la ciutat, inclou una col·lecció de més de 4.500 espècies de plantes, tant autòctones com d'altres continents, l'Arboretum, el qual ocupa unes 80 hectàrees entre prats, llacs i boscos, i disposa de més de 4.500 vivers de cultiu, el parc Argentina (Argentinski park), situat al centre de la ciutat, i el més famós de tots, el parc Tivoli.
El Tivoli és el més gran de Ljubljana i se situa als afores del districte central. Compta amb llargs passejos, jardins, estàtues, fonts, un estany, un petit jardí botànic i un hivernacle. Va ser creat el 1813 durant l'administració napoleònica i el 1920 va ser reformat per Joži Plečnik, qui va construir el passeig Jakopič (Jakopičevo sprehajališči). Diversos edificis importants es troben en ell, com el castell de Tivoli (seu del Centre Internacional d'Arts Gràfiques), la mansió Cekin (seu del Museu Nacional d'Història Contemporània) o el Hala Tivoli.

### Places

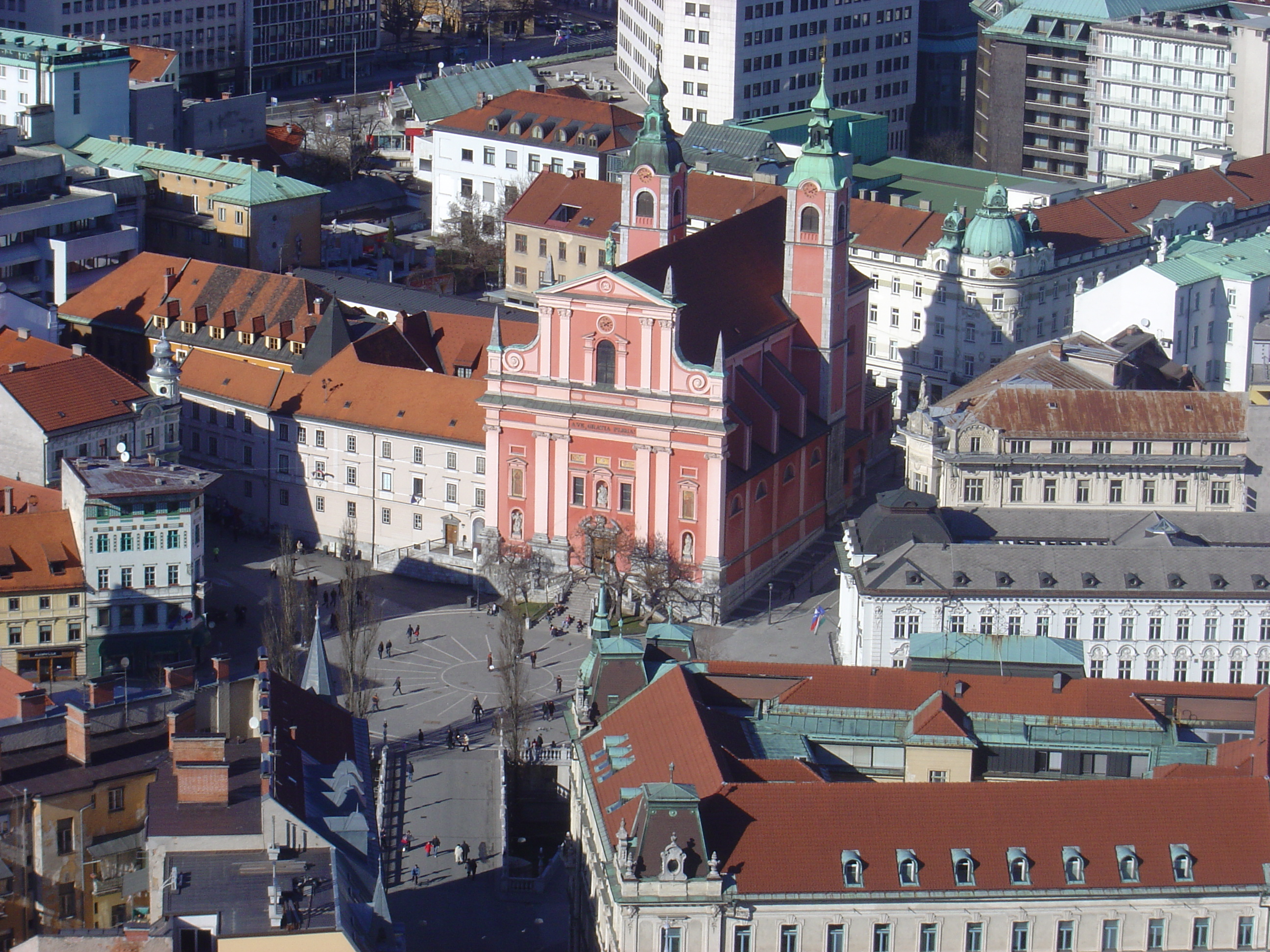
Vista de la Plaça Prešeren des del Castell de Ljubljana.

Les places han tingut un paper destacat en la història de Ljubljana i un passeig per algunes d'elles mostra tots els estils artístics presents a la ciutat. Així, els períodes medieval i barroc es reflecteixen a les places Municipal (Mestni trg), Vella (Stari trg) i Superior (Gornji trg), el període modernista a la plaça Eslovena (Slovenski trg), i el treball de Joži Plečnik s'observa a les places Vodnik (Vodnikov trg), Revolució francesa (Francoske Revolucije Trg) i Levstik (Levstikov trg).
El centre polític, cultural i de negocis de l'actual Ljubljana és la Plaça de la República (Trg republike), la funció de la qual era antigament exercida per la Plaça del Congrés (Kongresni trg), en la qual estan els edificis de la Universitat, la Filharmònica i l'Església de les Ursulines. L'actual centre vital de la ciutat és la Plaça Prešeren (Prešernov trg), on se situen l'Església Franciscana, el monument al poeta France Prešeren, nombrosos edificis modernistes així com l'edifici de la Farmàcia Central.

## Llocs d'interès
- Castell de Ljubljana
- Universitat de Ljubljana

## Personatges il·lustres
- Milan Vidmar, escaquista.
- Ferdinand Augustin Hallerstein (1703 - 1774) jesuïta, diplomàtic, matemàtic i astrònom, missioner a la Xina.
- Gabriela Wietrowetz (1866-1937) violinista.
- Jurij Vega (1754-1802), militar i matemàtic.
- Fritz Pregl (1869-1930), químic, Premi Nobel de Química de 1923.
- Francesco Pollini (1763-1846), pianista i compositor.
- Gino Tagliapietra (1887-1954), pianista i compositor.
- Llista de guardonats amb el premi Župančič